# Điện ảnh Pháp

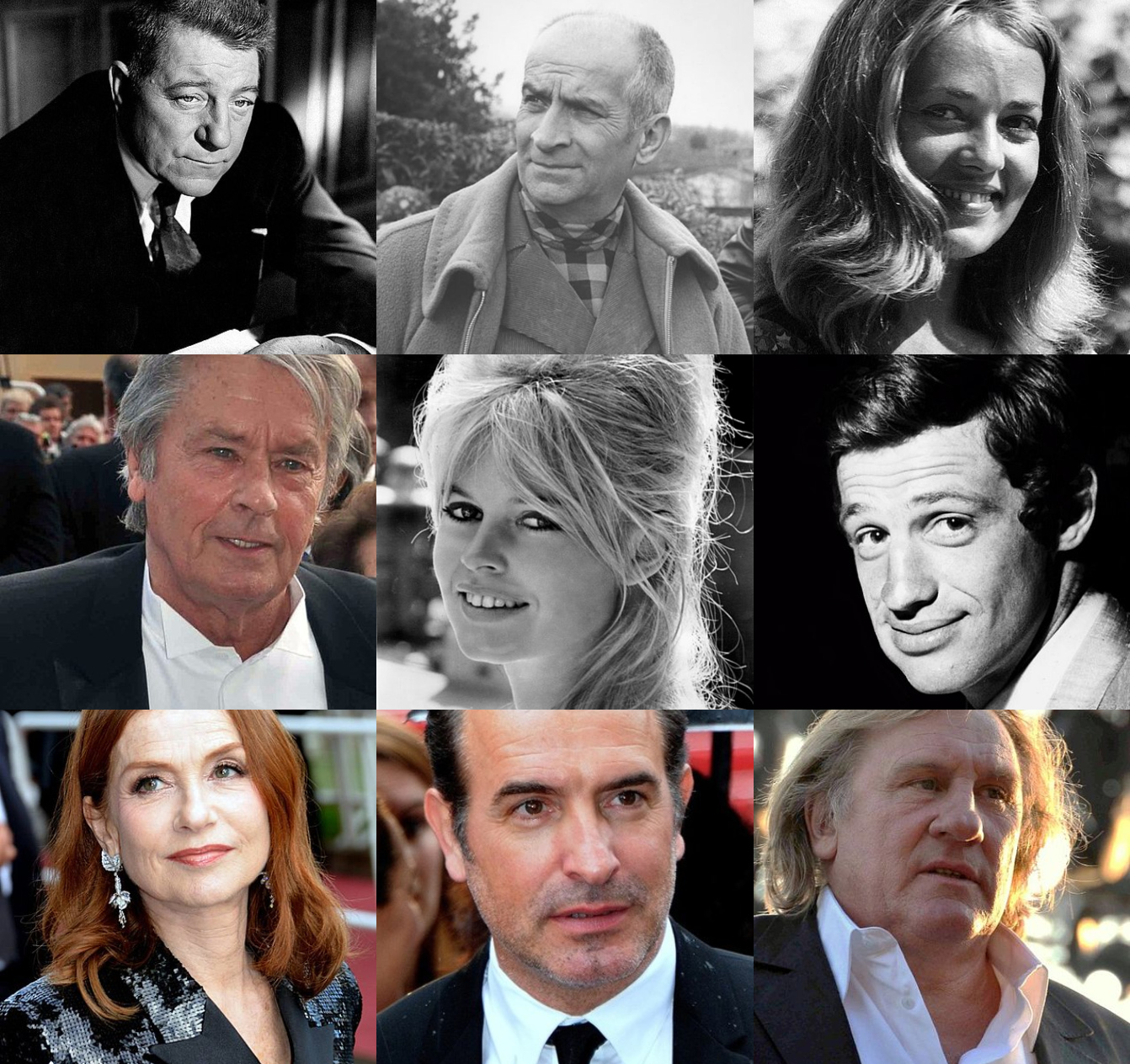
Jean Gabin, Louis de Funès, Jeanne Moreau, Alain Delon, Brigitte Bardot, Jean-Paul Belmondo, Isabelle Huppert, Jean Dujardin, Gérard Depardieu.

Điện ảnh Pháp là nền nghệ thuật và công nghiệp điện ảnh của Pháp, nền điện ảnh lâu đời nhất thế giới. Vốn có nền tảng văn hóa đồ sộ và ra đời khi nước Pháp đang là trung tâm văn hóa và nghệ thuật của châu Âu lẫn thế giới, điện ảnh Pháp từ khi hình thành đến nay luôn có một vị trí quan trọng trong nền điện ảnh thế giới. Pháp và Ý là hai quốc gia dẫn đầu về số Giải Oscar cho phim ngoại ngữ hay nhất, vượt xa các nền điện ảnh lớn khác.

## Lịch sử

### Sự ra đời

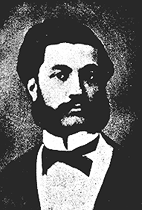
Louis Le Prince

Louis Aimée Augustin Le Prince, một người Pháp sống lưu vong ở Anh, vào ngày 11 tháng 1 năm 1888 đã đăng ký bằng phát minh cho hệ thống gồm một bộ phận ghi lại hình ảnh chuyển động và sau đó chiếu lại bằng một bộ phận một thấu kính khác. Le Prince đã quay những thước phim đầu tiên trong lịch sử tại một cây cầu thuộc Leeds và trong dinh thự của ông này tại Oakwood Grange, Roundhay, Anh vào ngày 14 tháng 10 năm 1888.

### Từ Anh em nhà Lumière đếnLes Enfants du Paradis

#### Kỹ thuật quay Lumière

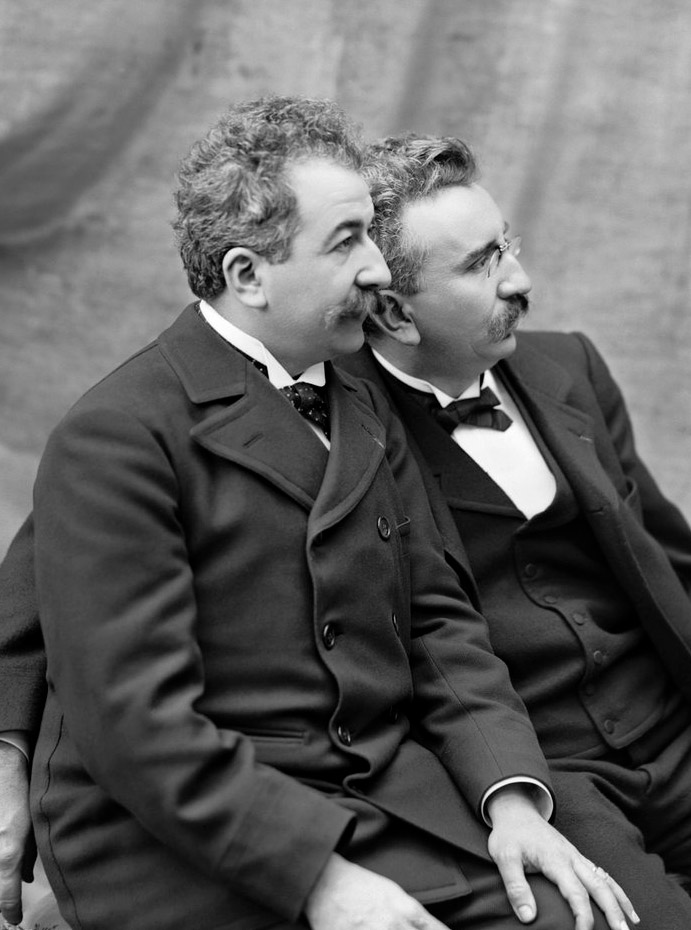
Auguste và Louis Lumière

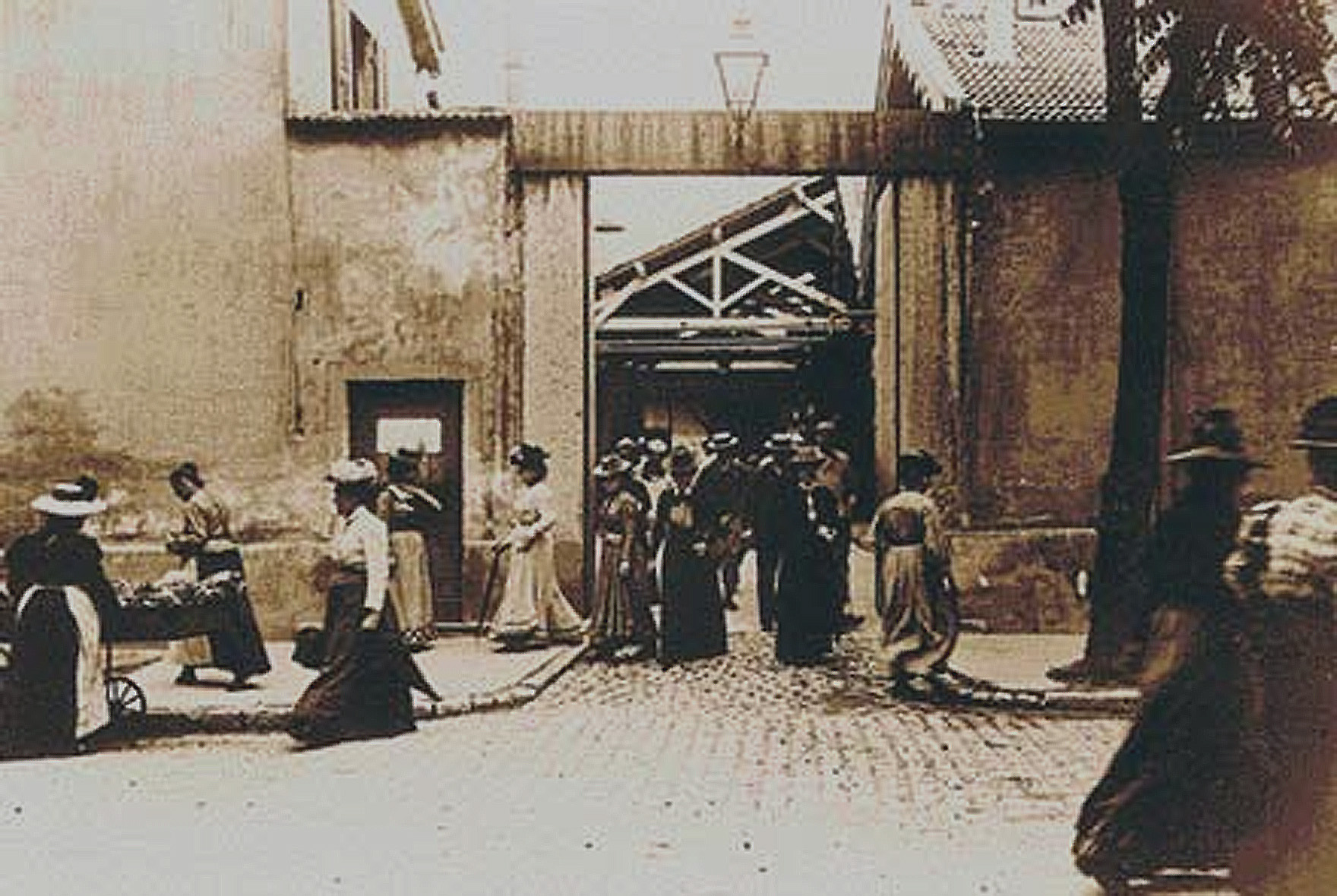
La Sortie de l'usine Lumière à Lyon

Vào cuối thế kỉ 19 nước Pháp đã đóng góp rất nhiều nghệ sĩ tiên phong trong việc hình thành điện ảnh hiện đại. Trong số họ trước hết phải kể đến Anh em nhà Lumière, những người phát minh ra cinématographe hay kỹ thuật điện ảnh. Ngày 13 tháng 1 năm 1895, họ đã đăng ký bằng phát minh cho hệ thống cinématographe trước khi giới thiệu thiết bị này với công chúng ngày 22 tháng 3 cùng năm trong một buổi chiếu hạn chế tại Paris với bộ phim La Sortie de l'usine Lumière à Lyon. Buổi chiếu mang tính thương mại hóa đầu tiên của hai anh em và cũng là buổi chiếu bóng đầu tiên trong lịch sử điện ảnh diễn ra ngày 28 tháng 12 năm 1895 tại Phòng Ấn Độ (Salon indien) nằm dưới tầng hầm của quán cà phê Grand Café, số 14 Đại lộ Capucines, Paris. Để được xem một loạt khoảng mười đoạn phim ngắn trong đó có những đoạn phim đi vào lịch sử điện ảnh như L'Arroseur arrosé (Tưới nước), Le Repas de bébé (Bữa ăn của đứa bé) hay La Sortie de l'usine Lumière à Lyon (Buổi tan ca của nhà máy Lumière ở Lyon), 35 khán giả đầu tiên đã phải trả mỗi người 1 franc. Theo một bài báo trên các tờ tạp chí của Paris thì số khán giả những buổi tiếp theo đã tăng lên nhanh chóng với khoảng từ 2000 đến 2500 người vào xem mỗi ngày.

#### Phim câm
Sự phát triển của điện ảnh Pháp sau Anh em nhà Lumière được tiếp nối với những tên tuổi như Charles Pathé, Léon Gaumont và Georges Méliès. Lumière, Pathé và Gaumont là những người đi tiên phong trong việc thương mại hóa điện ảnh bằng việc thành lập các hãng phim đầu tiên trên thế giới, những công ty này đã thống trị điện ảnh quốc tế trong giai đoạn cuối thế kỉ 19 bằng những bộ phim câm của họ. Người ta thống kê rằng có thời điểm các bộ phim Pháp chiếm tới 80% sản lượng điện ảnh toàn cầu.
Ở một khía cạnh khác, Georges Méliès lại là nghệ sĩ đi đầu trong việc biến điện ảnh trở thành một nền nghệ thuật thực sự chứ không chỉ đơn thuần là kỹ thuật ghi lại các hình ảnh có ngoài đời. Năm 1902 ông thực hiện bộ phim khoa học viễn tưởng Le Voyage dans la Lune, bộ phim mang tính cách mạng với việc sử dụng các kỹ xảo dàn dựng để tạo ra các cảnh quay mang tính viễn tưởng. Từ năm 1896 đến năm 1913 tổng cộng Méliès đã sản xuất chừng 500 bộ phim ngắn. Những tên tuổi lớn khác của thời kì phim câm có thể kể tới Louis Feuillade, đạo diễn của những bộ phim kinh dị đầu tiên trên thế giới, Fantômas - À l'ombre de la guillotine và Les Vampires, hay nghệ sĩ hài Max Linder, những bộ phim của ông sau này đã trở thành nguồn cảm hứng cho vua hài Charlie Chaplin.
Vị trí dẫn đầu của điện ảnh Pháp cũng như nhiều nền điện ảnh châu Âu khác bị đe dọa khi Chiến tranh thế giới thứ nhất bùng nổ. Toàn bộ việc sản xuất phim bị đình chỉ vì các vật liệu quay trở nên quá đắt đỏ trong điều kiện chiến tranh. Những người Mỹ đã nhanh chóng tận dụng thời cơ này để vươn lên, năm 1919 khi chiến tranh vừa kết thúc, cán cân điện ảnh đã bất ngờ đảo ngược khi lúc này 80% thị trường phim có xuất xứ từ Hollywood. Để đối phó, các nhà điện ảnh Pháp bắt đầu phát triển những trào lưu nghệ thuật mới trong điện ảnh, đầu tiên là trào lưu Tiền phong (avant-garde) với đại diện tiêu biểu là đạo diễn Abel Gance. Để bảo trợ nền điện ảnh trong nước, năm 1928 chính quyền Pháp đưa ra định mức 1:7, tức là cứ 7 phim phát hành ở Pháp thì phải có ít nhất 1 phim được sản xuất trong nước.

#### Kỉ nguyên phim có tiếng
Phim có tiếng xuất hiện đã mang lại sức sống cho cả ngành công nghiệp điện ảnh Pháp. Năm 1929, 20 rạp phim đầu tiên được trang bị để chiếu các phim có tiếng. Năm 1931 số lượng này đã tăng lên 1000 và đến năm 1937 là 4250. Một thế hệ các đạo diễn và diễn viên tài năng của điện ảnh Pháp cũng ra đời đã kéo khán giả trở lại với những bộ phim Pháp với 150 triệu lượt người xem vào năm 1929, 234 triệu năm 1931 và 453 triệu năm 1938. Giai đoạn phát triển rực rỡ này chứng kiến sự tỏa sáng của một số ngôi sao điện ảnh như Arletty, Fernandel, Jean Gabin, Raimu và Michel Simon. Một loạt các đạo diễn nổi tiếng của điện ảnh Pháp như Sacha Guitry, Julien Duvivier, Jean Renoir, René Clair và Marcel Pagnol cũng cho ra đời nhiều tác phẩm đáng chú ý trước khi Chiến tranh thế giới thứ hai một lần nữa cắt đứt nhịp phát triển của điện ảnh và những ngành nghệ thuật khác.
Trong thời gian bị quân đội Đức Quốc xã chiếm đóng, công nghiệp điện ảnh Pháp không còn giữ được nhịp độ phát triển, lượng người đến rạp cao nhất, vào năm 1943, cũng chỉ đạt 304 triệu lượt người, thua xa thời gian trước chiến tranh. Tuy nhiên điện ảnh thời chiến Pháp lại chứng kiến sự ra đời của kiệt tác Les Enfants du paradis (1945), bộ phim sau này được bầu chọn là tác phẩm điện ảnh xuất sắc nhất thế kỉ 20 của Pháp.

### 1945-1980: "Chất lượng kiểu Pháp", Làn sóng mới và Điện ảnh bình dân
Giống như thời kì những năm 1920, thị trường điện ảnh Pháp những năm sau Chiến tranh thế giới thứ hai bị thống trị bởi các bộ phim Mỹ, Tên độc tài (The Great Dictator, 1940) của Charlie Chaplin là bộ phim ăn khách nhất ở Pháp năm 1945 còn Cuốn theo chiều gió (Gone with the Wind, 1939) cũng trở thành một hiện tượng điện ảnh ở Pháp. Trong khi các nước châu Âu còn đang trong quá trình phục hồi sau chiến tranh, thì Hollywood lại đạt đến giai đoạn đỉnh cao với một loạt phim xuất sắc ở đủ các thế loại như phim đen (film noir, một thể loại phim hình sự), phim ca nhạc, phim miền Tây. Để tổ chức lại và hỗ trợ điện ảnh nội địa, Trung tâm điện ảnh quốc gia (Centre national de la cinématographie - CNC) trực thuộc Bộ Văn hóa được chính phủ Pháp thành lập năm 1946, đến năm 1948 một loại thuế mới được đưa ra đánh vào tiền bán vé để đầu tư ngược lại cho công nghiệp điện ảnh Pháp. Để chống lại sự lấn át của các bộ phim Mỹ kinh phí lớn, các nhà điện ảnh Pháp cũng tăng cường hợp tác với nền điện ảnh láng giềng của Ý, rất nhiều sản phẩm hợp tác đã làm hai nền điện ảnh hàng đầu của châu Âu này gắn bó với nhau hơn, những ngôi sao điện ảnh lớn như Alain Delon của Pháp hay Gina Lollobrigida của Ý thường tham gia trong các phim của nước kia.
Để quảng bá cho điện ảnh Pháp, Liên hoan phim Cannes được đầu tư đáng kể và nhanh chóng vượt qua Liên hoan phim Venezia để trở thành liên hoan phim uy tín nhất thế giới. Phê bình phim của Pháp cũng phát triển khá nhanh, các tạp chí phê bình như Revue du cinéma, Cahiers du cinéma hay Positif đều có chất lượng rất tốt. Nhờ những biện pháp khác nhau như vậy nên công nghiệp điện ảnh Pháp bắt đầu phục hồi và phát triển trở lại; trong thập niên 1950, số lượt người đến rạp đạt trung bình khoảng 400 triệu lượt người một năm.

#### "Chất lượng kiểu Pháp"
Để thu hút khán giả và cạnh tranh với phim Mỹ, các nhà sản xuất phim của Pháp thường dựa vào các ngôi sao của thời kì trước chiến tranh như Jean Gabin, Gaby Morlay, Danielle Darrieux, Michèle Morgan hay Jean Marais. Vì lý do này nên điện ảnh Pháp có rất ít ngôi sao mới, trong số này đáng kể chỉ có Gérard Philipe, Simone Signoret và Martine Carol. Phải chờ đến năm 1956 màn ảnh lớn của Pháp mới bùng nổ với ngôi sao mới Brigitte Bardot sau khi cô thủ vai chính trong Và Chúa đã tạo ra đàn bà (Et Dieu… créa la femme, 1956) của đạo diễn Roger Vadim.
Thập niên 1950 của điện ảnh Pháp được đặc trưng bằng những bộ phim "chất lượng kiểu Pháp" (qualité française), đó là những bộ phim có phần kịch bản được chuẩn bị rất kĩ lưỡng (thường là được chuyển thể từ tác phẩm văn học) và chất lượng nhưng lại yếu về phần thực hiện và lời thoại. Theo đạo diễn nổi tiếng, đồng thời là nhà phê bình phim François Truffaut thì trong những bộ phim kiểu này, đạo diễn chỉ như những kĩ thuật viên có nhiệm vụ dàn dựng kịch bản và đảm bảo chất lượng hình ảnh. Tiêu biểu cho các bộ phim "chất lượng kiểu Pháp" là Le Diable au corps của Claude Autant-Lara, La Symphonie pastorale của Jean Delannoy hay Jeux interdits của René Clément.

#### Làn sóng mới
Cuối những năm 1950, một trào lưu điện ảnh mới đã xuất hiện ở Pháp, đó là trào lưu Làn sóng mới (Nouvelle Vague). Trào lưu này đã đem lại cuộc cách mạng về cách thực hiện các bộ phim bao gồm dàn dựng và quay phim, qua đó vượt qua ngưỡng những bộ phim "chất lượng kiểu Pháp" và được coi là một trong những trào lưu nghệ thuật đáng chú ý nhất của lịch sử điện ảnh thế giới. Những ý tưởng quay độc đáo của các đạo diễn thuộc trào lưu này được hỗ trợ thêm nhờ sự ra đời của các máy quay phim gọn nhẹ giúp nghệ sĩ quay có thể trực tiếp mang vác máy hoặc cơ động hơn ở trường quay ngoài trời.
Tạp chí chuyên ngành Les Cahiers du cinéma do André Bazin lập ra năm 1951 đóng vai trò quyết định trong sự hình thành và phát triển của trào lưu này. Hai đạo diễn Làn sóng mới nổi bật nhất là François Truffaut và Jean-Luc Godard còn những tác phẩm đáng chú ý có thể kể tới Les Quatre Cents Coups (1959) của Truffaut hay À bout de souffle (1960) của Godard.

#### Điện ảnh bình dân
Các bộ phim lịch sử hay phim "kiếm và áo choàng" (film de cape et d'épée) là thể loại rất được ưa thích trong những năm 1950, 1960. Bộ phim mở màn cho xu hướng này là tác phẩm nổi tiếng của Gérard Philipe, Phăngphăng hoa Tuylip (Fanfan la Tulipe, 1952). Một loạt phim lấy bối cảnh lịch sử được sản xuất sau đó như Ba chàng lính ngự lâm (Les Trois Mousquetaires, 1953) của André Hunebelle, Tử tước de Bragelonne (Le Vicomte de Bragelonne, 1954) của Fernando Cerchio hay Những cuộc phiêu lưu của Gil Blas de Santillane (Les Aventures de Gil Blas de Santillane, 1956) của René Jolivet và Ricardo Muñoz Suay.
Điện ảnh bình dân lúc này của Pháp nổi lên các ngôi sao nữ như Jeanne Moreau, Annie Girardot hay Romy Schneider. Các nam diễn viên nổi bật của giai đoạn này có Alain Delon, Jean-Paul Belmondo và Gérard Depardieu.

### 1980-2005: Khủng hoảng và cải tổ
Từ thập niên 1980 cũng giống như nhiều nền điện ảnh khác, điện ảnh Pháp phải cạnh tranh với một lĩnh vực giải trí mới, truyền hình. Số lượng gia đình có tivi tăng lên đồng nghĩa với số lượng khán giả đến rạp giảm xuống. Ở Anh Quốc, lượng khán giả đến rạp tụt xuống thấp nhất năm 1984 với 53 triệu lượt (so với 1,7 tỷ lượt năm 1947), ở Pháp con số này là 116 triệu năm 1992.
Một lần nữa những người đứng đầu ngành công nghiệp điện ảnh Pháp lại phải tìm cách thay đổi để thích ứng tình hình mới. Các khu rạp chiếu mới liên tục được xây dựng, các rạp chiếu sẵn có cũng được cải tạo và Pháp tiếp tục dẫn đầu châu Âu về số rạp phim hiện đại với khoảng 5300 rạp. Các hãng phim cũng tiến hành hợp tác với chính đối thủ cạnh tranh, các hãng truyền hình, để trình chiếu các bộ phim điện ảnh trên các kênh chuyên biệt hoặc dùng tiền lời thu được từ truyền hình để đầu tư ngược lại cho điện ảnh. Hãng đi đầu trong xu hướng mới này là Canal+ được thành lập năm 1984. Các tài năng mới của nghệ thuật điện ảnh cũng được tạo điều kiện tối đa để phát triển sự nghiệp. Sau làn sóng của những Louis de Funès, Bourvil, Lino Ventura, Alain Delon là thế hệ của Patrick Dewaere, Gérard Depardieu và Isabelle Adjani. Các bộ phim đáng chú ý thời kì này có thể kể tới Diva (1981) của Jean-Jacques Beineix, Le Grand Bleu (1988) của Luc Besson và Les Amants du Pont-Neuf (1991) của Leos Carax.
Để quảng bá cho điện ảnh nội địa, Viện Hàn lâm Kỹ thuật và Nghệ thuật Điện ảnh (Académie des arts et techniques du cinéma) lấy mô hình của Giải Oscar thành lập Giải César vào năm 1976 với những buổi lễ trao giải lộng lẫy, các ngôi sao bước trên thảm đỏ. Liên hoan phim Cannes cũng được đầu tư để giữ vững vị thế liên hoan phim hàng đầu thế giới, bên cạnh đó là một loạt liên hoan phim mới được tổ chức như Liên hoan điện ảnh Paris (Festival Paris Cinéma) hay Liên hoan phim Mỹ tại Deauville (Festival du cinéma américain de Deauville).

## Quá trình duyệt phim
Để được phát hành tại Pháp, một bộ phim phải được Bộ Văn hóa Pháp (Ministère de la culture) cấp giấy phép lưu hành (visa d'exploitation). Giấy phép của mỗi bộ phim được dựa trên ý kiến phân loại bộ phim đó của Ủy ban phân loại phim (Commission de classification) trực thuộc Trung tâm điện ảnh quốc gia, có các giới hạn chính cho phân loại phim như sau:
- Phim cấm trẻ em dưới 12 tuổi: Cho các phim có cảnh tình dục hoặc bạo lực
- Phim cấm thiếu niên dưới 16 tuổi: Cho các phim có cảnh tự tử hoặc sử dụng ma túy[cần dẫn nguồn]
- Phim X (classement X): Cho phim khiêu dâm hoặc mức độ bạo lực cực lớn

Giới hạn khắt khe nhất, phim X, được luật điện ảnh ngày 30 tháng 12 năm 1975 lập ra để ngăn chặn những phim có quá nhiều cảnh tình dục hoặc khỏa thân, tiêu biểu như tác phẩm của Jacques Rivette, Suzanne Simonin, la Religieuse de Diderot (1965). Sau bộ phim gây rất nhiều tranh cãi Baise-moi (2000), một sắc lệnh bổ sung được ban hành để đưa thêm một giới hạn Phim cấm người dưới 18 tuổi thay vì phải đưa các bộ phim này vào hạng Phim X.
Ngoài ra, các tòa thị chính cũng có thể cấm việc phát hành của một số phim nhất định trong vùng quản lý nếu có những nguyên nhân liên đặc biệt.

## Các nhân vật nổi tiếng

### Diễn viên
- Isabelle Adjani
- Isabelle Huppert
- Fanny Ardant
- Brigitte Bardot
- Jean-Paul Belmondo
- Juliette Binoche
- Vincent Cassel
- Christian Clavier
- Louis de Funès
- Alain Delon
- Catherine Deneuve
- Gérard Depardieu
- André Dussollier
- Jean Gabin
- Isabelle Huppert
- Claude Jade
- Marlène Jobert
- Anna Karina
- Jean-Pierre Léaud
- Sophie Marceau
- Jean Marais
- Jean-Pierre Marielle
- Yves Montand
- Jeanne Moreau
- Philippe Noiret
- Michel Piccoli
- Jean Reno
- Michel Serrault
- Simone Signoret
- Audrey Tautou
- Jean-Louis Trintignant

### Đạo diễn
- Jean-Jacques Annaud
- Luc Besson
- Philippe de Broca
- Marcel Carné
- Claude Chabrol
- René Clément
- Henri-Georges Clouzot
- Jean Eustache
- Jean-Luc Godard
- Cédric Klapisch
- Georges Lautner
- Claude Lelouch
- Anh em nhà Lumière
- Georges Méliès
- Jean Renoir
- François Truffaut